# Dombeya ambohitrensis
Dombeya ambohitrensis är en malvaväxtart som beskrevs av Arenes. Dombeya ambohitrensis ingår i släktet Dombeya och familjen malvaväxter. Inga underarter finns listade i Catalogue of Life.